# Bugularia dissimilis
Bugularia dissimilis is een mosdiertjessoort uit de familie van de Bugulidae. De wetenschappelijke naam van de soort is, als Carbasea dissimilis, voor het eerst geldig gepubliceerd in 1852 door Busk.